# 5e régiment de cuirassiers (France)
Pour les articles homonymes, voir 5e régiment.
Le 5e régiment de cuirassiers (5e RC) est un régiment de cavalerie de l'Armée de terre française créé sous la Révolution à partir du régiment Royal-Pologne cavalerie, un régiment de cavalerie français d'Ancien Régime, sous le nom de 5e régiment de cavalerie avant de prendre sous le Premier Empire sa dénomination actuelle.
Après avoir été dissous en 1992, il est recréé en juin 2016 afin de prendre garnison aux Émirats arabes unis où il sert de régiment support aux entraînements en zone désertique dans le cadre des Forces françaises aux Émirats arabes unis.

## Création et différentes dénominations
- 1653 : Nogent cavalerie
- 1656 : Vaubrun cavalerie
- 1658 : Nogent cavalerie
- 1672 : Saint-Ruth cavalerie
- 1674 : Saint-Germain cavalerie
- 1692 : Gournay cavalerie
- 1694 : Cossé-Brissac cavalerie
- 1704 : Magnières cavalerie
- 1710 : Monteis cavalerie
- 1725 : Stanislas-Roi
- 1737 : Royal-Pologne
- 1791 : 5e régiment de cavalerie
- 1803 : 5e régiment de cuirassiers
- 1814 : Cuirassiers de Berry
- 1815 : 5e régiment de cuirassiers
- 1816 : Cuirassiers d'Orléans
- 1830 : 5e régiment de cuirassiers
- 1870 : 5e régiment de cuirassiers
- 1870 : 5e cuirassiers de marche (Armée de l'Est)
- 1916 : 5e cuirassiers à pied
- 1919 : 5e régiment de cuirassiers
- 1940 : Dissous
- 1945 : 5e régiment de cuirassiers
- 1954 : Dissous
- 1958 : 5e régiment de cuirassiers
- 1961 : Dissous
- 1962 : 5e régiment de cuirassiers
- 1992 : Dissous
- 2016 : Recréation en 5e régiment de cuirassiers

## Chefs de corps
Le régiment est d'abord la propriété de ses colonels, jusqu'à ce que le roi l'offre à son beau-père et ancien roi de Pologne Stanislas Leszczynski. Il devient ensuite régiment royal et est commandé par différents officiers dont la liste est donnée ci-dessous :

## Historique des garnisons, combats et batailles du5eRC

### Garnisons
- 1899-1914 Tours
- 1919-1920 Commercy
- 1920-1924 Gray
- 1929-1933 Pontoise
- 1938-1939 Valdahon
- 1945-1954 Indochine
- 1958-1962 Vannes
- 1962-1992 Kaiserslautern. Quartier Hoche/Marceau, garnison du 5e cuirassiers
- Dissous en 1992, annonce en 2015 de sa recréation
- Depuis 2016 Quartier Brunet de Sairigné, Zayed Military City à Abou Dabi

### Engagements
- De 1653-1659 : la Fronde
- 1667-1668 : guerre de Dévolution
- de 1672 à 1678 : la Hollande
- 1684 : Palatinat
- de 1688 à 1697 : guerre de la Ligue d'Augsbourg

- de 1701 à 1713 : guerre de Succession d'Espagne

- 1719 : Espagne
- de 1733 à 1735 : Allemagne
- de 1740 à 1748 : guerre de Succession d'Autriche

- de 1756 à 1763 : guerre de Sept Ans

- de 1792 à 1794 : armée des Alpes
- 1794 : guerre de Vendée
- de 1794 à 1799 : armée d'Italie
- 1800 : armée des Grisons
- de 1805 à 1807 : Grande Armée
- 1808 : Espagne
- 1809 : Allemagne
- 1812 : Russie
- 1813 : Allemagne
- 1814 : France
- 1815 : Belgique
- 1823 : Espagne
- 1831 : Belgique
- 1870-1871 : France
- de 1914 à 1918 : Grande Guerre
- 1939-1940 : bataille de France
- de 1946 à 1954 : guerre d'Indochine

### Guerres de la Révolution et de l'Empire

#### 5erégiment de cavalerie
- 1792, armée des Alpes.
- 1793, soulèvement de Lyon, insurrections fédéralistes, siège de Lyon.

#### 5erégiment de cuirassiers
- 1805, campagne d'Autriche, bataille d'Austerlitz (2 décembre).
- 1807, campagne de Prusse et de Pologne, bataille d'Eylau (8 février).
- 1813, campagne d'Allemagne, bataille de Leipzig (16-19 octobre).
- 1814, campagne de France, bataille de Vauchamps (14 février 1814).

### Second Empire
Au 17 août 1870, le 5e régiment de cuirassiers fait partie de l'armée de Châlons.
Avec le 6e régiment de cuirassiers du colonel Martin, le 5e forme la 2e brigade aux ordres du général de Béville. Cette 2e brigade constitue, avec la 1re brigade du général de Vendœuvre, la division de cavalerie commandée par le général Lichtlin. Cette division de cavalerie évolue au sein du 12e corps d'armée ayant pour commandant en chef le général de division Lebrun.
- Bataille de Beaumont

### De 1871 à 1914
- de 1879 à 1886, garnison au quartier Ordener de Senlis[N 1] ;
- en 1891, garnison à Reims au quartier de cavalerie Mars (Caserne Neufchâtel)[2].

### Première Guerre mondiale
Le 5e régiment de cuirassiers est formé à Tours au quartier Rannes.

#### 1914
Le régiment commandé par le colonel de Cugnac est mobilisé le 4 août 1914. Il fait partie de la 9e division de cavalerie. Un bas-relief apposé à l'entrée de la caserne tourangelle mémorise ce départ.
Il gagne la frontière belge et entre en contact pour la première fois avec l'ennemi, à Marville le 10 août 1914. En fait c'est à la lisière du bois de Lagrange, au-dessus de Charency-Vézin occupé par l'ennemi, qu'ont eu lieu les premiers engagements de cavalerie à 11 h 15, faisant des morts et des blessés. Le régiment est engagé à La Fosse à l'Eau le 28 août et à Château Porcien le lendemain.

#### 1915
En 1915, le régiment connait plusieurs cantonnements :
- le 1er février 1915 à Verberie dans la région de Compiègne ;
- dans la Somme jusqu'au 9 mai ;
- en Alsace, à Montreux-Château, à partir du 2 juillet ;
- près de Somme-Tourbe (Champagne) au moment des attaques de septembre ;
- le 15 novembre en Lorraine, sur la Moselle ;
- le 25 décembre il entre en forêt de Parroy et y reste jusqu'en mai 1916.

#### 1916
Le 1er août 1916, le 5e régiment de cuirassiers, est démantelé, devient « régiment de cuirassiers à pied » et prend le nom de 8e régiment de cuirassiers à pied.
Après une période de repos, le régiment est embarqué en camions le 17 août 1916 et monte au front dans la nuit du 17 au 18 dans le secteur de Lihons. Le régiment est relevé le 27 août et transporté à Fay-Saint-Quentin.

#### 1917
Le 26 février 1917 des éléments du 3e bataillon ramènent cinq prisonniers allemands.
À partir du 26 mars le régiment accomplit une période d'instruction au camp de Mailly puis est placé en réserve dans la région de Roucy-Pontavert. En juin et juillet le régiment tient un secteur très actif : violents tirs de démolition et coups de mains continuels.
Le 21 septembre le colonel Menu de Menil est remplacé par le colonel de Champeaux au commandement du régiment.

#### 1918
En janvier 1918, il devient le 5e régiment de cuirassiers à pied, au sein de la 2e division de cavalerie à pied, avec les 8e et 12e régiments de cuirassiers à pied.
En juin 1918, il est engagé dans la troisième bataille de l’Aisne.

### Entre-deux-guerres
Aux environs de 1935, l’Armée de terre a dans ses rangs cinq divisions de cavalerie. Il appartenait à la 2e division de cavalerie, 3e brigade de cavalerie composée du 18e chasseurs à cheval puis du 5e régiment de cuirassiers.

### Seconde Guerre mondiale

#### 1939
Le 5e régiment de cuirassiers constitue toujours la 3e brigade de cavalerie avec le 18e régiment de chasseurs à cheval.

#### 1940
En février 1940, la 3e brigade de cavalerie est affectée à la nouvelle 2e division légère de cavalerie. En cas d'intervention en Belgique, cette division doit participer à la manœuvre retardatrice en Ardenne en avant de la 2e armée dont elle dépend, en direction de la frontière belgo-luxembourgeoise au sud de Martelange. Elle forme deux groupements ; la 3e brigade de cavalerie fait partie du groupement ouest.
Le 10 mai 1940, la 2e division légère de cavalerie fait partie, avec la 5e division légère de cavalerie, de la 2e armée du général Huntziger. Elle entre en Belgique à huit heures en suivant l'itinéraire Virton - Arlon et rencontre les premières troupes allemandes une heure plus tard. Néanmoins, dès le 12, devant la pression allemande, la division rentre en France et le lendemain, elle est placée en réserve d'armée au sein du groupement Roucaud, elle sert alors de flanc garde à l'action sur Stonne. Le 23 mai, elle est retirée du front puis est mise à disposition de la 7e armée et part pour Senlis. Sa 12e brigade légère motorisée parcourt 380 kilomètres en 28 heures et est jetée immédiatement dans les combats pour la Somme. Les jours suivants, elle appuie entre autres la 4e division cuirassée, puis la 1st Armored Division britannique. La 3e brigade de cavalerie ne rejoint que le 31 mai et est alors placée en réserve du 9e corps d'armée. Toujours en ligne le 5 juin, la 12e brigade légère motorisée est sévèrement attaquée par la 5e Panzerdivision, et subit de lourdes pertes. Finalement, le 12 juin, elle finit encerclée avec la 5e division légère de cavalerie, à Saint-Valery-en-Caux, dos à la mer. À court de munitions et sans moyens d'évacuation, les deux divisions doivent capituler devant la 7e Panzerdivision d'Erwin Rommel. Ce dernier rend les honneurs aux cavaliers français et laisse son sabre au général Chamoine qui commande le groupement, à la suite de la mort du général Berniquet, la veille ; les deux divisions ne totalisent alors plus que 1 500 combattants.

### De 1945 à 1992
Il est en Indochine française du 5 février 1946 au 1er mars 1954 durant la guerre d'Indochine au sein du corps expéditionnaire français en Extrême-Orient. Une unité de circonstance, le commando blindé du Cambodge, devient un de ses escadrons en septembre 1946.
En 1968, à Kaiserslautern, le régiment appartient à la 3e brigade mécanisée de la 1re division blindée et partage le quartier Hoche Marceau (Hollenzollern caserne allemande) avec la 151e compagnie légère du matériel qui, outre son rôle de soutien divisionnaire, est chargée de la formation des appelés (mécaniciens de chars) des Forces françaises en Allemagne. En juillet 1968, le régiment abandonne son ancienne organisation en trois escadrons à trois pelotons de cinq chars et un peloton porté plus un escadron à quatre pelotons d'AMX-13, armés de missiles SS.11, pour préparer l'arrivée des AMX-30 avec quatre escadrons de quatre pelotons de trois chars plus un escadron porté de quatre pelotons de trois chars AMX-13. Les premiers AMX 30 sont arrivés au printemps 1969, le chef de char et le pilote étant des engagés mais le contingent assurant toujours le service des chars Patton restants ainsi que celui de l'escadron porté.
En 1988, il appartient à la 5e division blindée qui est composée des unités suivantes :
- le 2e régiment de cuirassiers (Reutlingen) ;
- le 4e régiment de cuirassiers (Bitche) ;
- le 5e régiment de cuirassiers (Kaiserslautern) ;
- le 2e groupe de chasseurs (Neustadt) ;
- le 24e groupe de chasseurs (Tubingen) ;
- le 152e régiment d'infanterie (Colmar) ;
- le 2e régiment d'artillerie (Landau) ;
- le 24e régiment d'artillerie (Reutlingen) ;
- le 10e régiment du génie (Spire) ;
- le 5e régiment de commandement et de soutien (Landau) ;
- le 5e escadron d'éclairage divisionnaire (Landau).

Il est dissous en 1992 en même temps que la 5e division blindée.

### Depuis 2016
Sa recréation est annoncée en octobre 2015. Il remplace en 2016 la 13e demi-brigade de Légion étrangère comme unité de l'armée de terre aux Émirats arabes unis. L'étendard est remis au régiment le 2 juin 2016 à Abou Dabi. Le régiment est alors voué à l'accueil des unités en courts séjours aux Émirats arabes unis dans le cadre des Forces françaises aux Émirats arabes unis. Il comprend à cette date cinquante-sept personnels permanents et plus de 200 tournants (personnels en courts séjours) ; il se compose de :
- un escadron blindé de quinze chars Leclerc et quatorze véhicules blindés légers ;
- une compagnie d'infanterie équipée de quatorze VBCI ;
- une compagnie d'appui équipée de cinq camions équipés d'un système d'artillerie (CAESAR) et quatre véhicule de l'avant blindés (VAB) génie ;
- cinq véhicules poste de commandement et deux chars de dépannage DCL.

Entre le 15 et le 27 août 2021, le 5e régiment de cuirassiers est engagé dans le cadre de l'opération Apagan. À la suite de la prise de pouvoir des talibans en Afghanistan en août 2021, une opération d'évacuation de ressortissants est lancée par plusieurs pays occidentaux, dont la France. Le 5e RC fournit alors un sous-groupement tactique interarmes (SGTIA), constitué d’un peloton de cavalerie et d'une section d'infanterie. Ces militaires ont notamment participé à la protection de la base aérienne 104 à Abu Dhabi. La section d'infanterie a été projetée à l'aéroport international Hamid Karzaï de Kaboul afin de protéger le dispositif d'accueil des ressortissants devant être rapatriés. Deux mille huit cent trente quatre personnes sont évacuées, dont 142 Français, 62 Européens et 2 630 Afghans.
Depuis 2024, le régiment est subordonné à la 2e brigade blindée de Strasbourg.

## Tradition et uniformes

### Devise
Nec pluribus impar (Au-dessus de tous)
De meilleur il n'en est pas, telle est la devise du 5e régiment de cuirassiers.

### Insigne
L'aigle blanc et le titre « Royal-Pologne » rappellent que ce régiment fut donné par Louis XV à son beau-père Stanislas Leszcynski pour l'aider à reconquérir le trône de Pologne.

### Drapeau
Il porte, cousues en lettres d'or dans ses plis, les inscriptions suivantes :
- Rivoli 1797
- Austerlitz 1805
- Wagram 1809
- La Moskova 1812
- L'Yser 1914
- L'Avre 1918
- L'Aisne 1918
- Indochine 1946-1954

L'étendard du régiment est décoré :
- de la croix de guerre 1914-1918 avec deux palmes ;
- de la croix de guerre 1939-1945 avec une palme ;
- de la croix de guerre des Théâtres d'opérations extérieurs avec deux palmes.

Il porte les fourragères aux couleurs du ruban de la croix de guerre 1914-1918 puis de la croix de guerre des Théâtres d'opérations extérieurs (TOE)

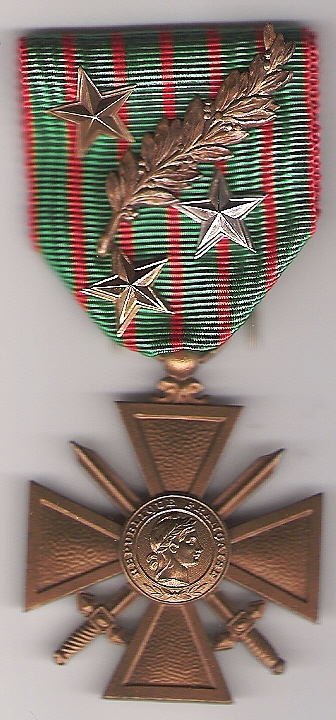
médaille de la croix de guerre 1914-1918.
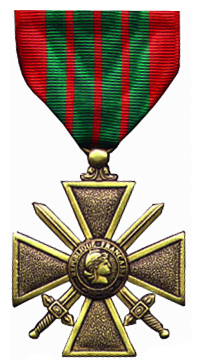
médaille de la croix de guerre 1939-1945.
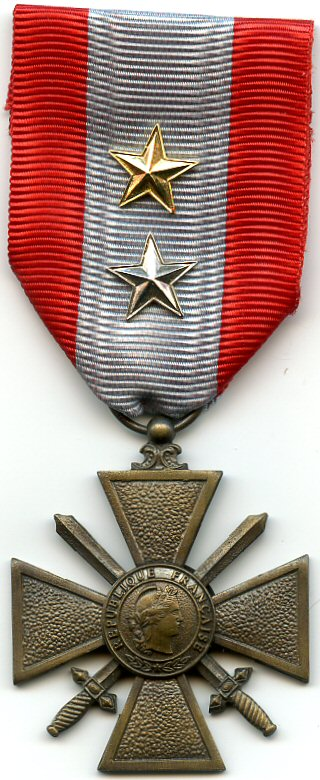
médaille de la croix de guerre des TOE.
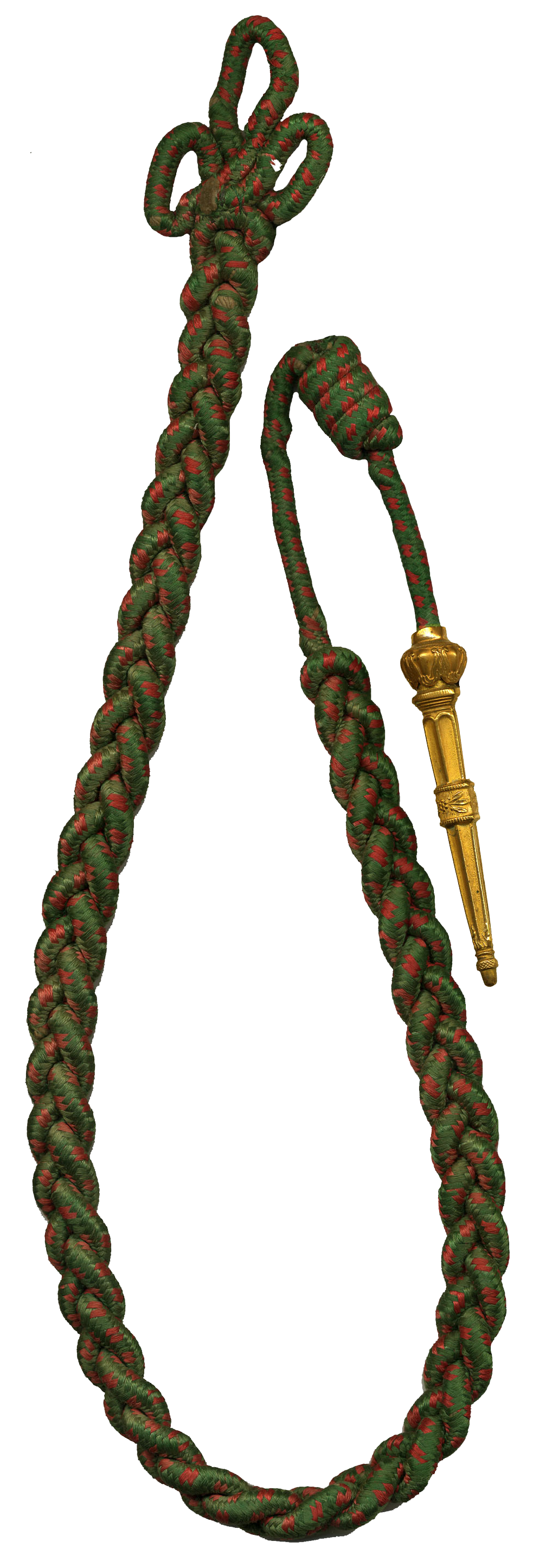
Fourragère aux couleurs du ruban de la croix de guerre 1914-1918.
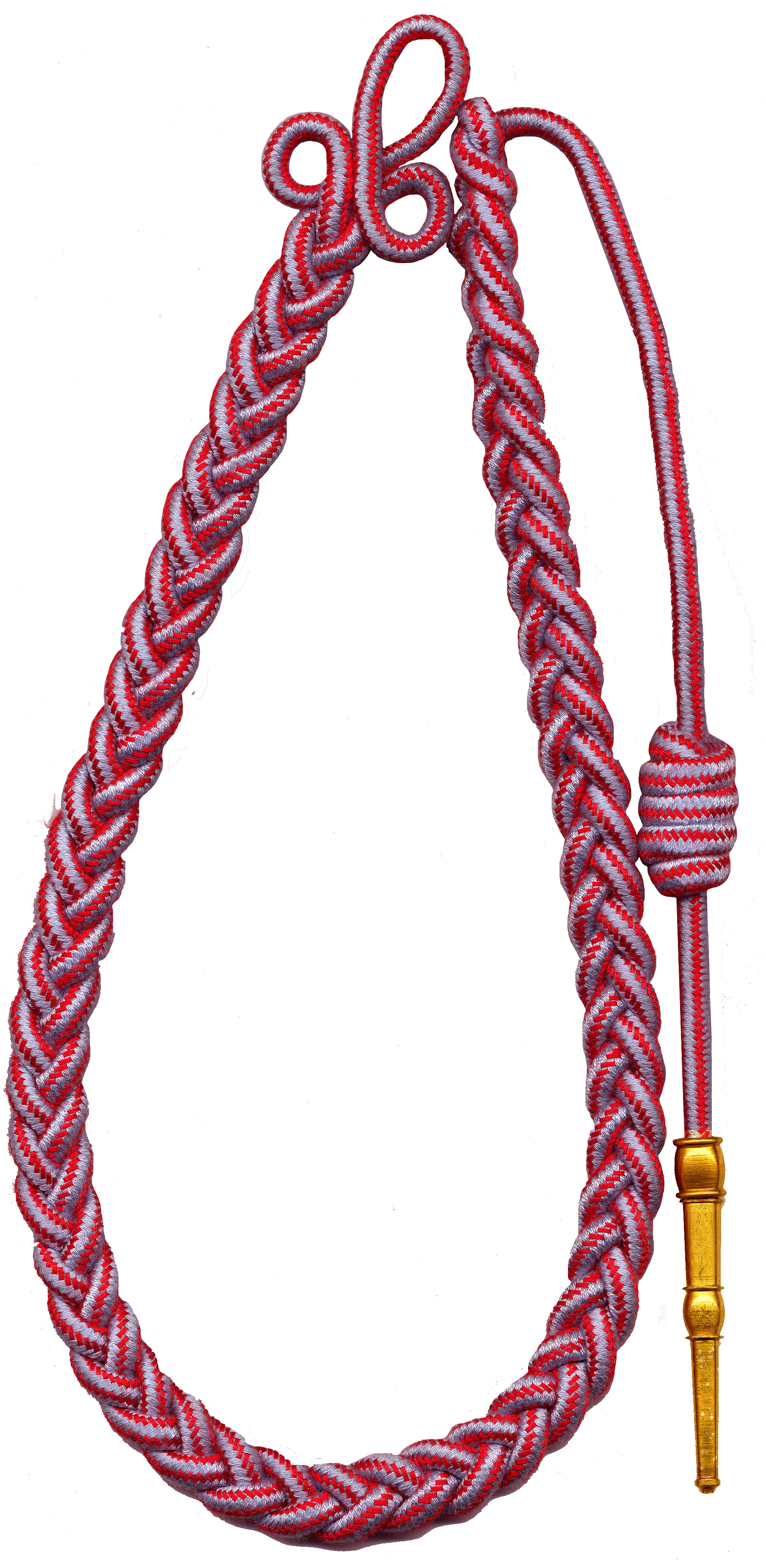
Fourragère aux couleurs du ruban de la croix de guerre des TOE.

### Emblèmes et uniformes de l’Ancien régime

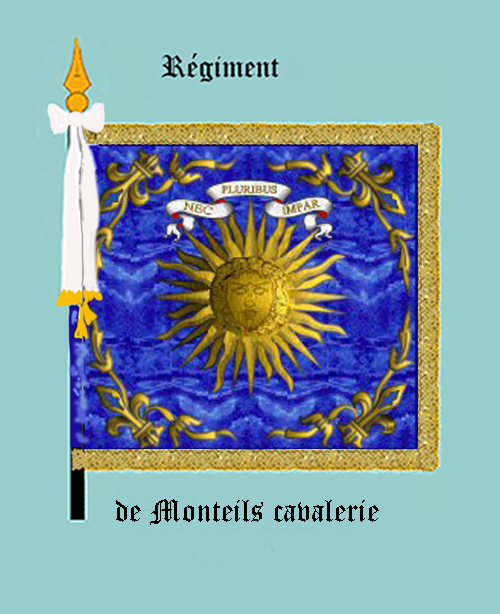
Régiment de Monteils cavalerie.
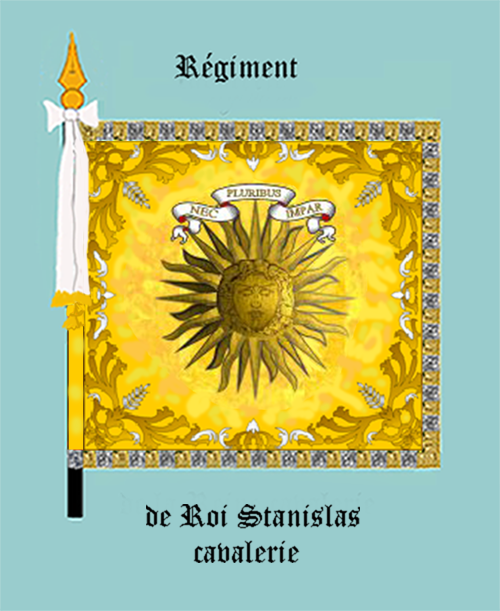
Régiment Roi Stanislas cavalerie (avers).
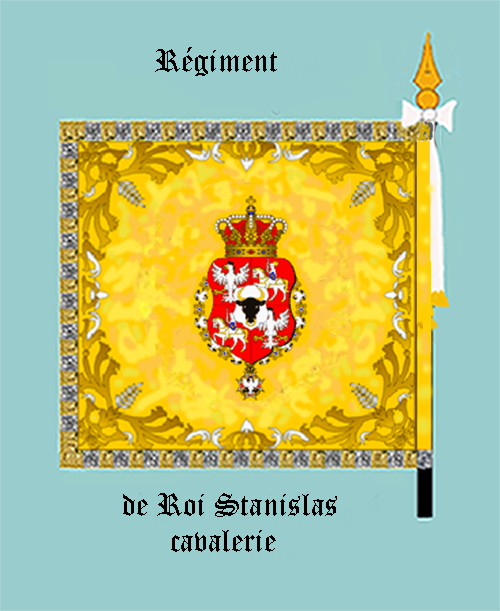
Régiment Roi Stanislas cavalerie (revers).
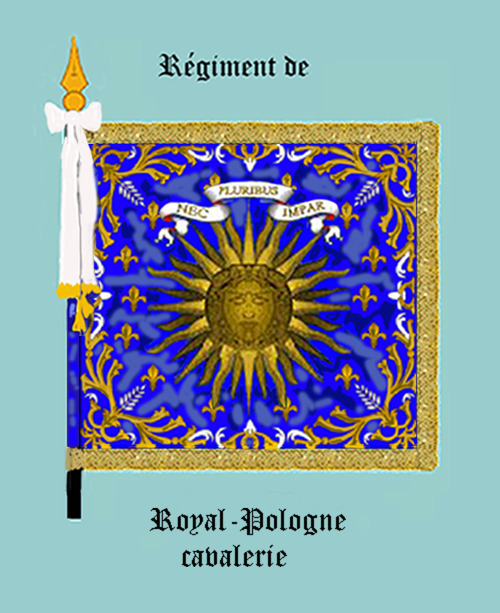
Régiment Royal Pologne cavalerie (avers).
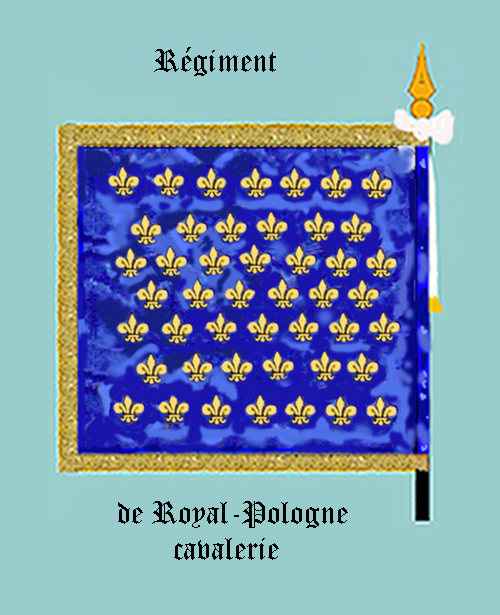
Régiment Royal Pologne cavalerie (revers).

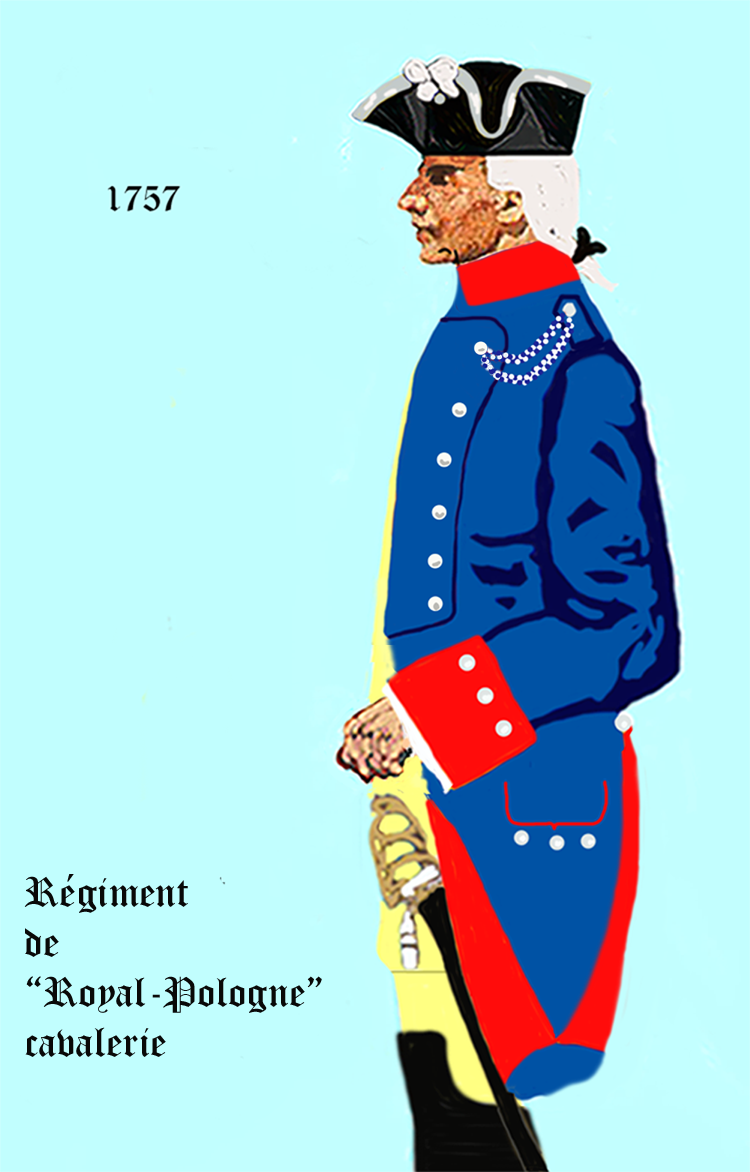
Uniforme du Régiment royal Pologne de 1757 à 1762.
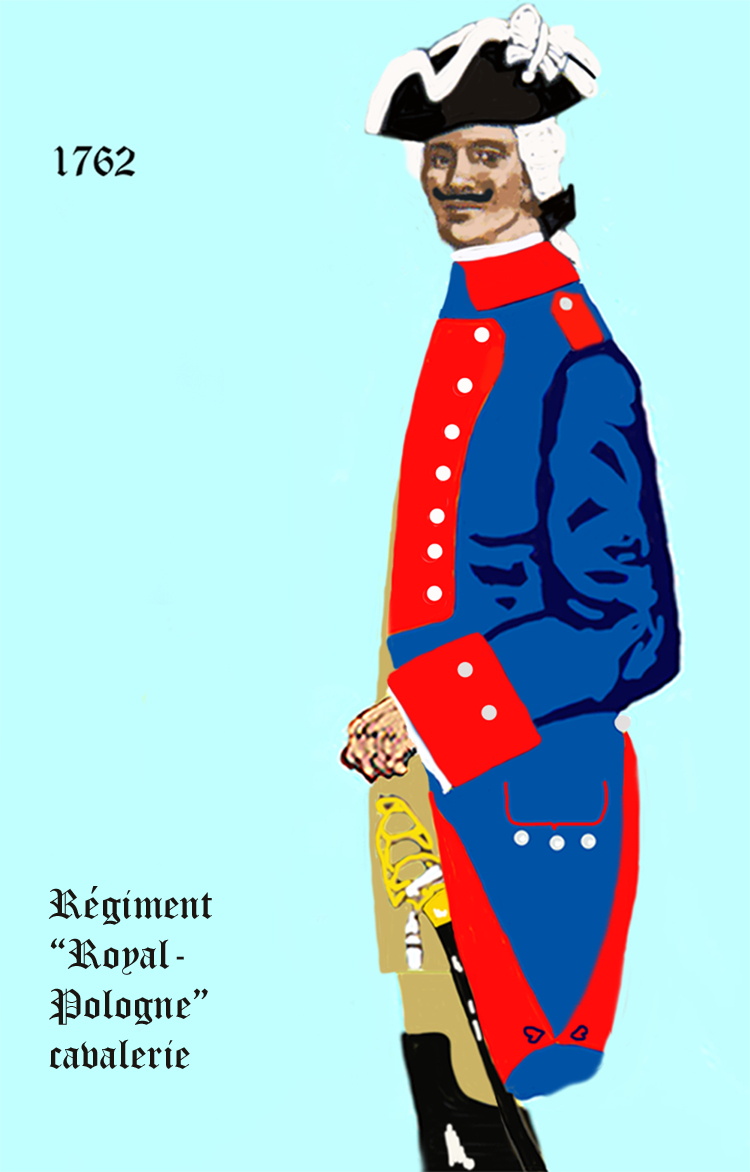
Uniforme de 1762 à 1767.
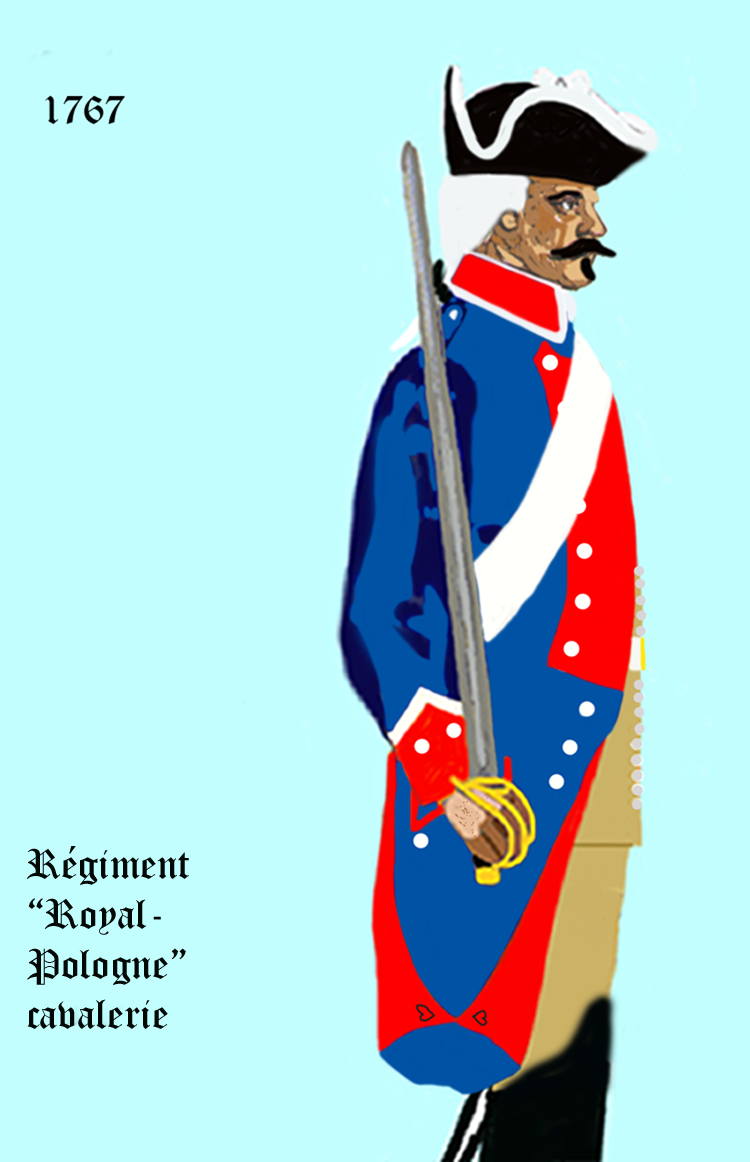
Uniforme de 1767 à 1776.
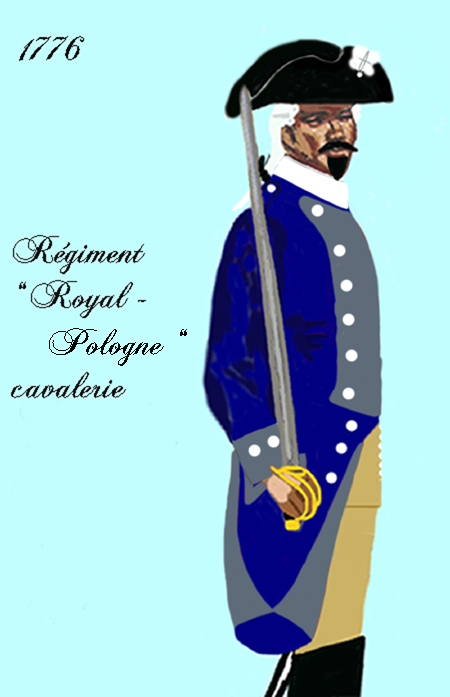
Uniforme de 1776 à 1779.
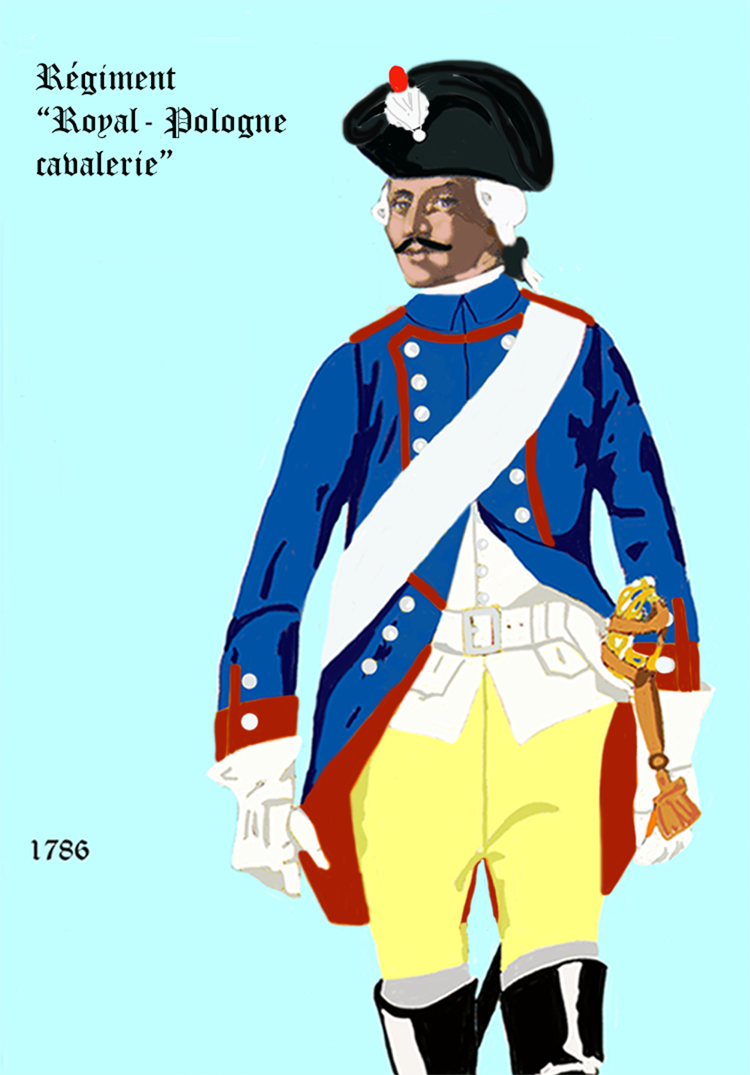
régiment Royal-Pologne cavalerie de 1786 à 1791.

Trompette du 5e cuirassiers en 1805.

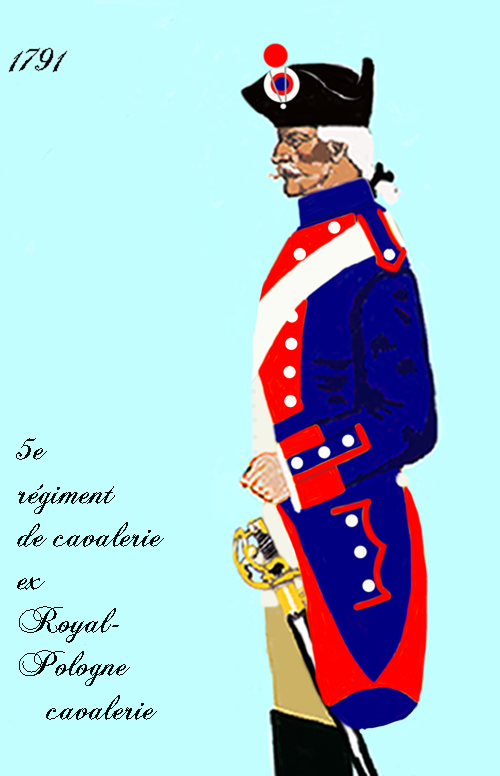
Uniforme du 5e régiment de cavalerie en 1791.

### Uniformes sous la Révolution et le Premier Empire
Habit long sous la Révolution (régiment de cavalerie).
Lors de la transformation en régiment de cuirassiers, les cavaliers reçoivent, outre le casque et la cuirasse, un habit court écarlate, sans revers, boutonné jusqu'à la ceinture, aux parements bleus et aux poches en travers ; pattes d'épaule bleues passepoilées de la couleur distinctive du régiment. Les tenues reçues en 1805, sont ornées d'un plumet et d'épaulettes rouges, aux retroussis ornés de grenades bleues (symbole des armes d'élite).

## Personnages célèbres ayant servi au5eRC
- En 1725, le roi donne ce régiment à son beau-père Stanislas de Pologne. Plus tard, il prend lui-même le titre de son maître-de-camp. Le régiment reste au roi jusqu'à la révolution. Après la bataille de Rivoli, Bonaparte lui accorde un étendard d'honneur.
- Claude Bonnot, sous-lieutenant  (porte-étendard) le 19 février 1850, lieutenant le 13 juin 1852, capitaine le 25 juillet 1854, nommé par décret impérial n°13053 officier de l'Ordre Impérial de la légion d'honneur[15].
- Félicité Jean Louis de Durfort (1758-1801), mestre de camp-lieutenant du régiment royal Pologne-Cuirassiers en 1777.
- Emmanuel de Gramont (1783-1841), 6e duc de Caderousse, sous-lieutenant au 5e cuirassiers (sous l'Empire), maréchal de camp, membre de la Chambre des pairs sous la monarchie de Juillet.
- le futur maréchal Leclerc a pour première affectation le 5e régiment de cuirassiers à Trèves où il reste un an.
- le prince Murat tombé au champ d'honneur en 1916.
- Arthur de Quinemont, homme politique français.
- Georges-Louis Rebattet (1907-1976), résistant, Compagnon de la Libération.